# ボブ・オートン
ボブ・オートン（Bob Orton、本名：Robert Dale Orton Sr.、1929年7月21日 - 2006年7月16日）は、アメリカ合衆国のプロレスラー。カンザス州カンザスシティ出身。
息子のボブ・オートン・ジュニアとバリー・オートン、孫のランディ・オートンもプロレスラーである。
ビッグ・O（Big O）、ゾディアック（Zodiac）、エル・ディアブロ（El Diablo）などと名乗り、覆面レスラーに変身して活動したこともある。

## 来歴
オクラホマ大学にてレスリングで活動後、1950年にプロデビュー。地元のカンザスおよびミズーリを拠点とした中西部を主戦場に、1951年12月20日と1954年1月28日にNWAセントラル・ステーツ・ヘビー級王座を獲得。1954年1月1日にはサニー・マイヤースからNWAミズーリ・ヘビー級王座を奪取した。
1955年7月、ジェス・オルテガやプリモ・カルネラなどと共に日本プロレスに初来日。9月5日の水戸大会では力道山とシングルマッチで対戦した。1960年の再来日時には、レオ・ノメリーニらと共に『第2回ワールド大リーグ戦』に出場している。
1960年代より南部のフロリダ地区にヒールのポジションで参戦し、エディ・グラハム、カウボーイ・ボブ・エリス、トニー・マリノらを破り、フラッグシップ・タイトルのNWA南部ヘビー級王座を再三獲得。1964年にはルー・テーズのNWA世界ヘビー級王座にも、タンパやジャクソンビルなどフロリダ各地で再三挑戦している。
AWAのテリトリーにも進出して、オマハ地区では1967年にロック・ロゴウスキーやイゴール・ボディックと中西部ヘビー級王座を争い、1968年3月15日にはマッドドッグ・バションと組んで中西部タッグ王座も獲得した。
1968年下期からは、ロッキー・フィッツパトリック（Rocky Fitzpatrick）の変名でWWWF（現：WWE）に参戦。9月23日にニューヨークのマディソン・スクエア・ガーデンにおいて、ブルーノ・サンマルチノのWWWF世界ヘビー級王座に挑戦した。WWWFではプロフェッサー・タナカ、ブル・ラモス、キラー・コワルスキーなど、同じヒール陣営のレスラーとも対戦している。
その後も各地で活動し、1970年にはテキサスのダラス地区でミル・マスカラスやワフー・マクダニエルなど、当時売り出し中だったベビーフェイスと対戦。フロリダ地区では1972年8月15日、ヒロ・マツダと組んでニック・ボックウィンクル&レイ・スティーブンスからNWAフロリダ・タッグ王座を奪取。1973年には古巣のカンザス地区においてハーリー・レイスとも抗争した。
1975年1月、ダニー・リンチやボブ・スローターと共に国際プロレスに参戦。15年ぶりの来日を果たし、ラッシャー木村、グレート草津、マイティ井上、アニマル浜口らとシングルマッチで対戦した
主戦場のフロリダでは1976年4月、負傷したボブ・ループに代わって息子のボブ・オートン・ジュニアのパートナーとなり、NWAフロリダ・タッグ王座に返り咲く。オートン・ジュニアのシングル王座戴冠後はループとコンビを組み、ジャック・ブリスコ&ジェリー・ブリスコの兄弟チームともタイトルを争った。
1970年代後半からはセミリタイア状態となるも、1980年にはループやオートン・ジュニアも参画していたインディー団体ICW（アンジェロ・ポッフォ主宰のインターナショナル・チャンピオンシップ・レスリング）に出場。バリー・オートンを加えての親子トリオも実現した。
1981年の引退後は公の場にあまり姿を現さなかったが、2005年にオートン・ジュニアがWWE殿堂に迎えられた際は顕彰式に参列している。
2006年7月16日、心筋梗塞により76歳で死去。

## 逸話
- 力道山がアメリカ武者修行中、空手チョップが現地のレスラーたちから敬遠され、反則に指定しろという声が出たことがある。そのときにこの意見を一蹴し、自ら進んで力道山の空手チョップを受けたという逸話が伝えられている[20]。
- 主戦場としていたフロリダのタンパでは、同地に居住していたカール・ゴッチやボリス・マレンコと親交を深め、よく一緒に酒を飲んだという[21]。3者とも、シュートに強いという共通点を持っていた[21]。
- テリー・ファンクとは晩年まで親交があり、毎週土曜日の朝に電話をかけて、孫のランディ・オートンの活躍などを大声で一方的に話していたという[22]。

## 得意技
- パイルドライバー[2]

## 獲得タイトル
セントルイス・レスリング・クラブ
- NWAミズーリ・ヘビー級王座：1回[5]

セントラル・ステーツ・レスリング
- NWAセントラル・ステーツ・ヘビー級王座：2回[4]
- NWA USヘビー級王座（セントラル・ステーツ版）：1回[23]
- NWA北米タッグ王座（セントラル・ステーツ版）：1回（w / バディ・オースチン）[24]

NWAウエスタン・ステーツ・スポーツ
- NWA南西部ジュニアヘビー級王座 / NWA南西部ヘビー級王座：1回[25]

チャンピオンシップ・レスリング・フロム・フロリダ
- NWA南部ヘビー級王座（フロリダ版）：6回[8]
- NWA世界タッグ王座（フロリダ版）：2回（w / エディ・グラハム）[26]
- NWAフロリダ・タッグ王座：5回（w / デニス・ホール、ヒロ・マツダ、ボブ・オートン・ジュニア、ボブ・ループ×2）[16]

アメリカン・レスリング・アソシエーション
- ネブラスカ・ヘビー級王座：1回[27]
- AWA中西部ヘビー級王座：2回[10]
- AWA中西部タッグ王座：1回（w / マッドドッグ・バション）[11]